# أولاد الشرقي
 أولاد الشرقي (بالإنجليزية: OULAD CHERKI)‏ هي جماعة قروية تابعة لإقليم قلعة السراغنة ضمن جهة مراكش تانسيفت الحوز بالمغرب. بلغ مجموع عدد سكان  أولاد الشرقي حسب إحصاءات 2004 حوالي 7165 نسمة يعيشون في 1019أسرة.

## إحصاء عام
| السنة | عدد السكان | عدد الأسر | عدد الأجانب |
| ----- | ---------- | --------- | ----------- |
| 1994  | 6808       | 864       | °°°°        |
| 2004  | 7165       | 1019      | 0           |